# Raisen (huyện)
Huyện Raisen là một huyện thuộc bang Madhya Pradesh, Ấn Độ. Thủ phủ huyện Raisen đóng ở Raisen. Huyện Raisen có diện tích 8466 ki lô mét vuông. Đến thời điểm năm 2001, huyện Raisen có dân số 1120159 người.